# Francesco Follo
Francesco Follo (* 22. Oktober 1946 in Pandino) ist ein italienischer Priester und Diplomat des Heiligen Stuhls. 

## Leben
Francesco Follo empfing am 28. Juni 1970 die Priesterweihe. Er setzte nach der Arbeit als Pfarrer der Kirche San Marco Evangelista in Casirate d’Adda (1970–1976) sein Studium an der Päpstlichen Universität Gregoriana in Rom fort, wo er 1984 einen Doktortitel in Philosophie erhielt. Von 1976 bis 1984 arbeitete er als Journalist für das Magazin Letture des Zentrums von San Fedele von den Jesuiten in Mailand. Er wurde Mitglied des Ordens der Journalisten im Jahr 1978. Im Jahr 1982 bekleidete er den Posten des stellvertretenden Direktors der Wochenzeitung La Vita Cattolica. Von 1978 bis 1983 war er Professor für Kulturanthropologie und Philosophie an der Università Cattolica del Sacro Cuore in Mailand. Zwischen 1984 und 2002 arbeitete er im Staatssekretariat des Heiligen Stuhls im Vatikan. Während dieser Zeit war er Professor für die Geschichte der griechischen Philosophie an dem Päpstlichen Athenaeum Regina Apostolorum in Rom (1988–1989).
Der Papst ernannte ihn am 27. Mai 2000 zum Ehrenprälaten Seiner Heiligkeit. Johannes Paul II. ernannte ihn am 11. Mai 2002 zum Ständigen Beobachter des Heiligen Stuhls bei der UNESCO und der lateinischen Union und Delegierter bei dem International Council on Monuments and Sites in Paris. Seit 2004 ist er auch Mitglied des Wissenschaftlichen Beirats der Zeitschrift Oasis (ein Fachmagazin für interreligiösen und interkulturellen Dialog).
| Personendaten    | Personendaten                                                                          |
| ---------------- | -------------------------------------------------------------------------------------- |
| NAME             | Follo, Francesco                                                                       |
| KURZBESCHREIBUNG | italienischer Priester, Diplomat des Heiligen Stuhls und Ehrenprälat Seiner Heiligkeit |
| GEBURTSDATUM     | 22. Oktober 1946                                                                       |
| GEBURTSORT       | Pandino                                                                                |